# Rhadinopsylla hoogstraali
Rhadinopsylla hoogstraali är en loppart som beskrevs av Lewis 1967. Rhadinopsylla hoogstraali ingår i släktet Rhadinopsylla och familjen mullvadsloppor. Inga underarter finns listade i Catalogue of Life.